# Tosafot

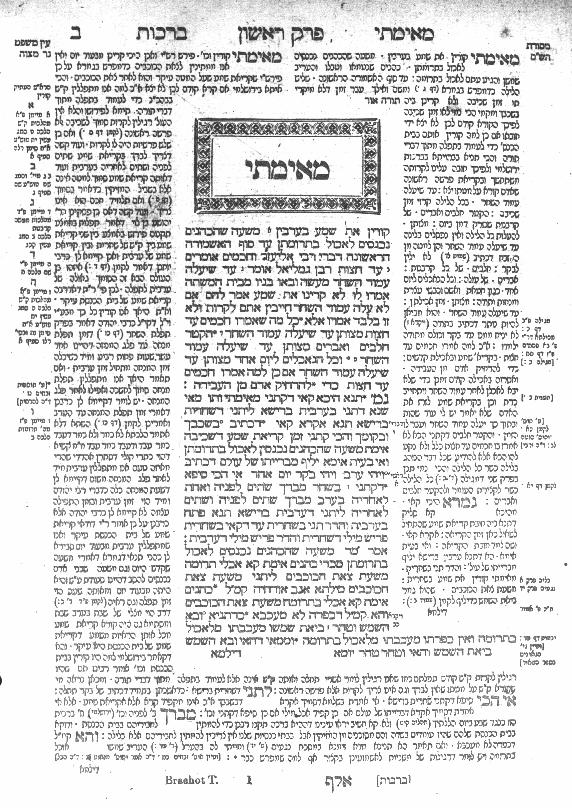
Una página del Talmud, tratado Berajot, folio 2a. El texto de la columna central corresponde a la Mishná y a la Guemará. En la columna de la derecha hay los comentarios de Rashi, en la columna de la izquierda, están los comentarios de los Tosafot.

Tosafot (en hebreo: בעלי התוספות) es un nombre por el cual se conoce a varios comentaristas medievales del Talmud. Sus comentarios aparecen en la mayoría de las ediciones de dicha obra, en el margen opuesto a los comentarios de Rashi.

## Tosafista
Nombre con el que se conoce a una serie de rabinos judíos de la Edad Media, que se caracterizaron por un meticuloso análisis de cada hoja de la Guemará (Talmud). Reciben ese nombre por haber sido agregados a los comentarios anteriores de rabinos como Shelomo Itzaki (Rashi). Los primeros en recibir ese nombre fueron los nietos del mismo Rashi, los cuales vivieron en Francia y Alemania entre los años 1160-1350. Entre los tosafistas más conocidos se encuentran Rabbenu Tam y Rashbam, ambos nietos de Rashi. Uno de los últimos Baalei Tosafot fue el Rosh (Rabeinu Osher), quien ejerció durante mucho tiempo como rabino en la ciudad de Barcelona, Cataluña (España). Los dictámenes halájicos del Rosh constituyeron, junto con Maimónides y Isaac Alfasi (Marruecos, siglo IX-siglo X), la base del Shulján Aruj, el código de leyes judías. Durante su época de estudio, los tosafistas se vieron obligados varias veces a cambiar los lugares de residencia, puesto que sufrieron numerosas persecuciones en sus países de origen.